# Alue Peunawa
Alue Peunawa is een bestuurslaag in het regentschap Aceh Barat Daya van de provincie Atjeh, Indonesië. Alue Peunawa telt 874 inwoners (volkstelling 2010).